# Miguel San Miguel
Miguel San Miguel es una película chilena del director Matías Cruz, estrenada en la versión 2012 del Festival Internacional de Cine de Valdivia, exhibida posteriormente en salas de cine el 15 de noviembre del mismo año. Filmada en Santiago de Chile (específicamente en la comuna de San Miguel), la película narra los inicios del grupo musical Los Prisioneros desde la perspectiva de su baterista Miguel Tapia.

## Argumento
A fines de la década de los 70, en plena dictadura de Pinochet, Miguel Tapia y Jorge González, dos estudiantes del Liceo N.º 6 de San Miguel, se conocen y se hacen amigos. Su principal afición es la música, y deciden hacer canciones por diversión (en estas sesiones nace la que terminaría siendo la primera canción oficial de Los Prisioneros: "¿Quién mató a Marilyn?"). Posteriormente se unirá Claudio Narea, quien oficiará de guitarrista, y deciden llamarse Los Vinchukas.
Por aquellos días, Miguel conoce en una fiesta a su primer amor, Sandra, y enfrenta diversos conflictos personales y familiares: su madre está muy enferma, su padre ha sido despedido de la fábrica en que trabajaba, el sector donde vive es constantemente asediado por las fuerzas represivas de la dictadura, etc. A ello se suma la sospecha de haber embarazado a su novia.
El joven ve en la música una plataforma para escapar de sus problemas, por lo que decide dedicar su vida a este arte y no estudiar una carrera universitaria (más aún considerando que no puede costearla). Momento que se conjuga con una etapa fructífera de creatividad de Jorge González, quien comienza a componer canciones como "No necesitamos banderas" o "Paramar", entre otras. 
Poco a poco, Los Vinchukas (rebautizados como Los Criminales) van tomando más seriedad y finalmente ven el anuncio de un concurso de bandas en un colegio de la comuna, y deciden participar. Allí previamente a salir al escenario, Miguel propone a sus compañeros un nuevo cambio de nombre para el grupo musical, a lo que ellos acceden. Los tres salen al escenario y tocan "La voz de los '80". Han comenzado Los Prisioneros.

## Elenco
- Eduardo Fernández como Miguel Tapia.
- Mauricio Vaca como Jorge González.
- Diego Boggioni como Claudio Narea.
- Arantxa Uribarri como Sandra (novia de Miguel).
- Marta Aránguiz como la madre de Miguel.
- Salvador Soto como el padre de Miguel.
- Daniela Yuri como Ana María.
- Cristina Aburto como Marina.
- Pablo Barrientos como Carlos.
- Alex Quevedo como Roque.

## Producción
La filmación de la película fue aplazada por varios años, sobre todo debido a problemas de financiamiento. Incluso el director Matías Cruz declaró que en pleno rodaje de la cinta terminó contando con un presupuesto “absurdamente limitado”, calificándola como “una filmación de guerrilla”. A ello se sumó la dificultad de consolidar al elenco. Se declaró en una primera instancia que Jorge González sería interpretado por Héctor Morales, su padre por Daniel Muñoz y Miguel Tapia por Matías Oviedo, lo cual finalmente no se concretó por falta de acuerdos.
El título original de la película, al ser anunciada en 2006, iba a ser Sudamerican Rockers. Ésta concluiría con la grabación del primer disco de la banda, La voz de los '80 (1984), y no con su primera presentación en vivo. En 2014, el canal Chilevisión produjo una serie televisiva de 12 capítulos llamada precisamente Sudamerican Rockers, que fue concebida como una expansión de Miguel San Miguel. Originalmente la serie recrearía el mismo período que el guion original de la película (1979-1984). Sin embargo, debido a sus buenos niveles de audiencia, se grabó una segunda temporada de seis capítulos que cubrieron hasta la época de la grabación de La cultura de la basura. En Sudamerican Rockers los actores Eduardo Fernández y Diego Boggioni volvieron a interpretar a Miguel Tapia y Claudio Narea, respectivamente (Mauricio Vaca fue reemplazado por Michael Silva en el papel de Jorge González). El actor Alex Quevedo también participó en ambas producciones: como Roque Villagra en Miguel San Miguel y como Arcaico Peña (personaje basado en Villagra) en Sudamerican Rockers.
Miguel Tapia participó en la elaboración del guion de Miguel San Miguel y tuvo un cameo como el hombre que le vendió su primera batería.